# Elsa Lunghini
Pour les articles homonymes, voir Elsa et Lunghini.
Elsa Lunghini, ou simplement Elsa, née le 20 mai 1973 à Paris 18e, est une chanteuse et actrice française.
De 1986 à 2007, elle a exercé son métier de chanteuse sous le mononyme Elsa. En 2008, elle reprend son nom complet avec la parution de son album intitulé Elsa Lunghini.

## Biographie

### Famille
Elsa Lunghini est la fille de Georges Lunghini (compositeur, comédien et photographe) et de Christiane Jobert (artiste peintre et sculptrice). Elle est la nièce de Marlène Jobert et la cousine germaine de l'actrice Eva Green,.

### Les années 1980
Âgée de sept ans, Elsa Lunghini interprète en 1981 son premier rôle au cinéma dans le film Garde à vue de Claude Miller, aux côtés de Romy Schneider, Lino Ventura et Michel Serrault.
En 1986, elle tourne plusieurs films dont La Femme de ma vie. C'est à l'occasion de ce film qu'elle s'essaie à la chanson en chantant le titre T'en va pas. Cet essai est couronné de succès puisqu'il lui permet d'être, à l'âge de treize ans, la plus jeune artiste no 1 du Top 50,. Le titre reste huit semaines no 1 des ventes de singles et s'écoule à 1 300 000 exemplaires.
En 1988, elle sort son premier album, Elsa, qui rencontre un grand succès (plus de 800 000 albums vendus) avec notamment les tubes Quelque chose dans mon cœur, Un roman d'amitié en duo avec Glenn Medeiros (no 1 durant six semaines), Jour de neige, À la même heure dans deux ans et Jamais nous en duo avec Laurent Voulzy.

### Les années 1990
En 1990, Elsa Lunghini sort son deuxième album, Rien que pour ça…, dont sont extraits les titres Rien que pour ça, Pleure doucement et Qu'est-ce que ça peut lui faire ? Bien que cet album rencontre moins de succès que le premier, il est tout de même certifié disque de platine (plus de 300 000 ventes) et lui permet d'être, en novembre de cette même année, la plus jeune artiste à l'affiche de l’Olympia de Paris en programme principal.
En 1991, elle tient le rôle principal dans Le Retour de Casanova, aux côtés d'Alain Delon et Fabrice Luchini, film pour lequel elle gravit les marches du Festival de Cannes l'année suivante.
En 1992, elle revient avec un troisième album, Douce Violence, un album un peu différent, entre ballades mélancoliques et insolence. Le titre-phare de cet album, Bouscule-moi, casse l'image un peu lisse de la chanteuse et dévoile une facette plus adulte et sexy. L'album se vend à plus de 200 000 exemplaires.
À la suite de cet album, elle met de côté sa vie professionnelle, et donne naissance à un petit garçon, Luigi, dont le père est le chanteur allemand Peter Kröner.
En 1996, elle sort son quatrième album, Chaque jour est un long chemin, pour lequel elle écrit la totalité des textes. Malgré de très bonnes critiques et le succès d'estime du single Sous ma robe, cet album ne rencontre pas son public (75 000 albums vendus en France).
L'année suivante, une compilation est éditée, Elsa, l'essentiel 1986-1993, qui sera couronnée d'un disque d'or.
Séparée du père de son fils, elle rencontre le footballeur Bixente Lizarazu en 1997, dont elle partagera la vie durant sept ans.

### Les années 2000
Au début des années 2000, Elsa Lunghini tourne dans deux téléfilms : La mort est rousse (avec Bernard Giraudeau et Éva Darlan) et Trois Jours en juin (avec Guy Marchand).
À la suite d'un conflit avec sa maison de disques BMG France, elle signe chez Mercury Records et sort son cinquième album, De lave et de sève en avril 2004, porté par les singles Mon amour et À quoi ça sert. Comme pour son précédent opus, Elsa signe une bonne partie des textes, confirmant ainsi son statut d'auteur interprète. On y trouve aussi les participations de Benjamin Biolay, Hubert Mounier, Keren Ann ou encore Étienne Daho. Cet album est suivi d'une série de concerts à L'Européen en septembre 2005, dont la captation permet à Elsa de proposer en avril 2006 son premier live après près de vingt ans de carrière.
Elle est aussi impliquée dans plusieurs causes caritatives, participant notamment à la tournée de concerts des Enfoirés pour Les Restaurants du Cœur ainsi qu'à d'autres causes, telles que Sol En Si ou Bout de vie (association qui vient en aide aux personnes amputées et dont elle est aussi porte-parole avec son ancien compagnon, Bixente Lizarazu).
En 2007, elle tient le rôle de Suzanne dans l'adaptation télévisée du roman de Marc Levy, Où es-tu ?, aux côtés de Cristiana Reali et Philippe Bas. Cette série est diffusée en juin 2008 sur M6.
En septembre 2008, elle sort son sixième album, Elsa Lunghini, un disque dont la majorité des titres a été composée et écrite par Da Silva, Elsa et Dominique A. Cet album ne rencontre pas le succès malgré la parution de trois singles (Oser, Le garçon d'étage et Les tremblements de terre). Les concerts parisiens et la tournée sont annulés.
En 2009, elle tient le rôle d'Emma dans le téléfilm Aveugle, mais pas trop de Charlotte Brändström, diffusé le 14 septembre 2009 sur TF1, aux côtés de Bernard Le Coq. Elle participe également à son premier court-métrage en interprétant la mère d'un adolescent fugueur dans Le Portail de Liam Engle.

### Les années 2010
Au premier semestre 2010, Elsa Lunghini tourne la saga de l'été 2010 pour France 2, La Maison des Rocheville, aux côtés d'Alexandre Brasseur, Chloé Lambert et Virginie Desarnauts.
Après avoir chanté en duo avec Bruno Putzulu sur le titre J’t'aimais j’t'aime en 2010, elle participe l'année suivante à l'album de Thierry Gali Il était une fois, en soutien à l'action de l'Unicef.
Son fils Luigi Kröner, déjà champion de France de kick-boxing en 2010, devient champion de France de pancrace en 2012,.

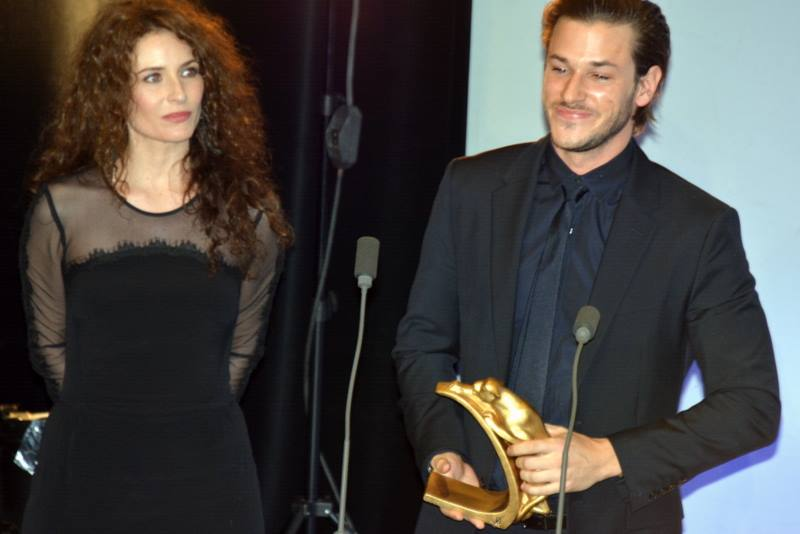
Elsa Lunghini à côté de Gaspard Ulliel à la cérémonie des prix Lumières 2015.

En 2015, Elsa Lunghini et le décorateur d'intérieur Aurélien Cheval, son époux depuis 2013, entreprennent un voyage artistique (photographies, texte, musique) et géographique, Vanishing points. Une exposition photographique de leurs œuvres a lieu à Yèvres à l'automne 2015,.
En janvier 2017, elle intègre la quatrième saison de la série policière de France 2, Cherif, incarnant le rôle de Justine, la compagne de Cherif.
Le 11 février 2018, elle remporte le Prix de la meilleure interprétation féminine du Festival de Luchon pour Parole contre parole.
En 2019, la comédienne monte sur les planches pour la première fois dans 2+2 de Cyril Gély et Éric Rouquette, mise en scène de Jeoffrey Bourdenet, au Théâtre Tristan-Bernard.

### Les années 2020
Depuis novembre 2020, Elsa Lunghini incarne Clotilde Armand dans la série quotidienne de TF1, Ici tout commence.

## Filmographie

### Cinéma
- 1981 : Garde à vue de Claude Miller : Camille (l'enfant)
- 1982 : Le Chagrin d'Ernst Loberlin de Christine Riche (court-métrage) : la petite fille
- 1984 : Train d'enfer de Roger Hanin
- 1985 : Rouge Baiser de Véra Belmont : Rosa
- 1986 : La Femme de ma vie de Régis Wargnier : Éloïse
- 1987 : Où que tu sois d'Alain Bergala : Anne
- 1991 : Le Retour de Casanova d'Édouard Niermans : Marcolina
- 2009 : Le Portail de Liam Engle (court-métrage) : la mère[29]
- 2011 : Block 66 de Patrice Gablin (court-métrage) : Hani[30]
- 2012 : Une vie déportée de Marie-Hélène Roux (court-métrage) : Julia
- 2013 : Pauvre Richard de Malik Chibane : Amel

### Télévision

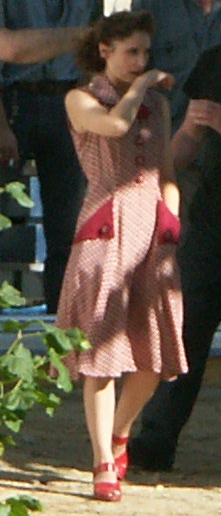
Elsa pendant le tournage de Trois Jours en juin (2005).

- 2002 : La mort est rousse de Christian Faure (téléfilm) : Charlotte
- 2005 : Trois Jours en juin de Philippe Venault (téléfilm) : Sylvie
- 2008 : Où es-tu ? de Miguel Courtois (mini série télévisée) : Suzanne
- 2009 : Aveugle, mais pas trop de Charlotte Brändström (téléfilm) : Emma
- 2010 : La Maison des Rocheville de Jacques Otmezguine (mini série télévisée) : Sylvana
- 2011 : Les Nuits d'Alice de Williams Crepin (téléfilm) : Alice
- 2012 : Section de recherches, saison 6, épisode 7 Les Mailles du filet de Christian Guérinel (série télévisée) : Karine Lalande
- 2013 : Famille d'accueil, saison 11, épisode 1 Akecheta de Véronique Langlois (série télévisée) : Marie Freyssinet / Solenne
- 2013 : Enquêtes réservées, saison 6, épisode 5 La Belle Endormie de Jérôme Portheault (série télévisée) : Maryse & Béatrice Guérand
- 2014 : Louis la Brocante, épisode 44 Louis et les bruits de couloir de Véronique Langlois (série télévisée) : Garance
- 2014 : Commissaire Magellan, épisode Régime mortel d'Emmanuel Rigaut (série télévisée) : Justine Reynal
- 2016 : Mon frère bien-aimé de Denis Malleval (téléfilm) : Barbara Bellefond
- 2017 : Cherif, saison 4 (série télévisée) : Justine, la compagne de Cherif
- 2017 : Parole contre parole de Didier Bivel (téléfilm) : Laura
- 2017 : Vestiaires, saison 7 épisode Touchables de Fabrice Chanut (série télévisée) : la cinéaste
- 2018 : On va s'aimer un peu, beaucoup..., saison 2, épisode Antoine de Julien Zidi (série télévisée) : Diane
- 2018 : Meurtres à Lille de Laurence Katrian (série télévisée Meurtres à...) : Astrid d'Armentières
- 2018 : Les Bracelets rouges, saison 2, épisodes 11 et 12 de Christophe Campos (série télévisée) : la magnétiseuse
- 2019 : Puzzle de Laurence Katrian (téléfilm) : Olivia Sysman
- 2020 : Caïn, saison 8, épisodes 1 et 2 de Thierry Petit (série télévisée) : Marie St Hilaire/Charlotte St Hilaire
- 2020 : Demain nous appartient, épisodes 775, 780 et 782 (série télévisée) : Clotilde Armand
- Depuis 2020 : Ici tout commence (série télévisée) : Clotilde Armand
- 2022 : Léo Matteï, saison 9, épisodes 1 et 2 (série télévisée) : Isabelle Bourdier
- 2022 : Je suis né à 17 ans de Julien Seri (téléfilm) : Laurence
- 2023 : Les Randonneuses (mini-série) de Frédéric Berthe : Eve
- 2024 : collection Meurtres à... : Meurtres à Château-Thierry de Delphine Lemoine : capitaine Laetitia Alfonsi

## Discographie

### Albums
- 1988 : Elsa
- 1990 : Rien que pour ça
- 1992 : Douce Violence
- 1996 : Chaque jour est un long chemin
- 1996 : Everyday
- 1997 : Elsa, l'essentiel 1986-1993
- 2004 : De lave et de sève
- 2006 : Connexion Live
- 2008 : Elsa Lunghini

## Concerts
- Novembre 1990 : Olympia
- Avril 1997 : Bataclan
- Septembre 2005 : L'Européen

## Participations

### Restos du cœur
- 1997 - Le Zénith des Enfoirés

1. Message personnel avec Pascal Obispo, Laurent Voulzy et Emmanuelle Béart
2. So far away, from LA (medley)

- 1998 - Enfoirés en cœur

1. Plus près des étoiles avec Jean-Jacques Goldman et Julien Clerc
2. Le Dernier Slow avec Marc Lavoine (medley)

- 1999 - Dernière Édition avant l'an 2000

1. Made in Normandie avec Renaud (medley)
2. Lettre à France avec Pascal Obispo (medley)
3. Jouez violons, sonnez crécelles (medley)

- 2000 - Enfoirés en 2000

1. Pour que tu m'aimes encore avec Hélène Ségara et Liane Foly
2. Comme un garçon avec Lââm (medley)

- 2001 - L'Odyssée des Enfoirés

1. Les brunes comptent pas pour des prunes avec Patricia Kaas
2. J't'le dis quand même avec Garou (medley)
3. Seras-tu là avec Marc Lavoine (medley)
4. Douce France avec Zazie (medley)
5. Avec le temps avec Julien Clerc (medley)

- 2002 - Tous dans le même bateau

1. Moi… Lolita avec Zazie et MC Solaar
2. Les Plages avec Axel Bauer (medley)
3. Le Rêve du pêcheur avec Francis Cabrel (medley)
4. Le vent nous portera avec Jean-Louis Aubert (medley)

- 2004 - Les Enfoirés dans l'espace

1. Le chanteur malheureux avec Patrick Bruel et Michel Sardou
2. J'ai tout oublié avec Calogero, Jean-Louis Aubert, Julie Zenatti, Jenifer et Lorie
3. Disparue avec Michael Jones (medley)
4. Zinedine avec Axel Bauer (medley)

- 2005 - Le Train des Enfoirés

1. Sur un prélude de Bach avec Lara Fabian, Muriel Robin et Catherine Lara
2. Simon papa tara avec Lââm (medley)
3. Les Tournesols avec Lorie (medley)

- 2006 - Le Village des Enfoirés

1. Carte Postale avec Gérald de Palmas, Muriel Robin, Maxime Le Forestier et Catherine Lara
2. Pourvu qu'elles soient douces avec Patricia Kaas, Jenifer et Lorie (medley)
3. Au fur et à mesure avec Gérard Darmon (medley)

- 2008 - Les Secrets des Enfoirés

1. Ville de lumière avec Les Enfoirés
2. La Belle avec Gérald de Palmas (medley)
3. Les Matins d'hiver avec Marc Lavoine, Francis Cabrel et Maurane
4. Éducation sentimentale avec Michael Jones, Jean-Baptiste Maunier et Kad Merad

- 2012 - Le Bal des Enfoirés

1. C'est bientôt la fin avec Jean-Jacques Goldman, Zazie, Alizée, Maxime Le Forestier, MC Solaar et Catherine Lara au violon
2. Toi et moi avec Patrick Bruel, Liane Foly, Christophe Maé. Figuration de Bafétimbi Gomis
3. Ça balance à Paris avec Yannick Noah (medley)
4. Je suis de celles avec Nolwenn Leroy, Zazie et Lorie

### Participations caritatives
- 1998 : Ensemble (album collectif pour l'association Ensemble contre le sida)

1. Sa raison d'être (collectif)

- 2000 : Noël ensemble (album)

1. Noël ensemble (collectif)
2. Petit Garçon, avec Charlélie Couture.

- 2001 : Ma chanson d'enfance, reprise de Duel au soleil : participation à la compilation de chansons d'enfance (album collectif)
- 2005 : Et puis la terre (single)

1. Et puis la Terre (collectif)

- 2010 : AIDES « Message » (album) : 1. Puisque vous partez en voyage avec Élie Semoun.

## Théâtre
- 2019 : 2+2 de Cyril Gély et Éric Rouquette, mise en scène de Jeoffrey Bourdenet, Théâtre Tristan-Bernard

## Distinctions

### Récompenses
- 2010 : prix d'interprétation féminine au festival Mulhouse Tous Courts pour Le Portail[31]
- 2010 : prix d'interprétation féminine au Saint Andrews Film Festival pour Le Portail
- 2018 : prix d'interprétation féminine au Festival de Luchon pour Parole contre parole

### Nominations
- Victoires de la musique 1988 : Révélation féminine
- Victoires de la musique 1990 : Artiste interprète féminine